# مهرجان هولندا السينمائي
مهرجان هولندا السينمائي هو مهرجان سينمائي يقام سنوياً في الفترة بين سبتمبر وأكتوبر في مدينة أوترخت،هولندا.